# Belén (Boyacá)
Pour les articles homonymes, voir Belén.
Belén est une municipalité située dans le département de Boyacá, en Colombie.